# Chaetocnema brincki
Chaetocnema brincki es un coleóptero de la familia Chrysomelidae. Fue descrita científicamente en 1959 por Bechyne.